# أتشيني دي بيبيه
أتشيني ديبي به  (بالإيطالية: Acini di pepe)‏ هي إحدى أشكال معكرونة الباستا. حيث يعني اسمها الإيطالي: بذور الفلفل. فكلمة أتشيني (Acini) هي الجمع لكلمة أتشينو (acino) الذي يعود جذرها للكلمة اللاتينية أتشينوس (acinus) وتعني في كل من اللغتين اللاتينية والإيطالية: العنب أو حجارة العنب، حيث أن حجارة العنب تعني بذور العنب. والأسم كاملاً «أتشيني ديبي به» (Acini di pepe) يترجم إلى «بذور الفلفل» التي كانت معروفة على أنها رمزاً للخصوبة، وهذا هو سبب إستخدامها في الحساء المقدم في مناسبات الزواج الإيطالية. كما أنها في بعض الأحيان تسمى باستينا (pastina) وتعني العجينة الصغيرة جداً، ولكن بعض صُناع المعكرونة يعتبرون باستينا نوع آخر يكون أصغر من أتشيني ديبي به.
أتشيني ديبي به مناسبة جداً للطهو مع الحساء (الشوربة) والسلطات الباردة. وتستخدم عادة في الحساء المقدم في مناسبات الزواج الإيطالية. سلطة عين الضفدع هي إحدى السلطات الأمريكية الباردة التي تجمع في مكوناتها بين المعكرونة مع الكريم المخفوق كطبقة علوية مع المارشيملو والأناناس والبرتقال واليوسفي.
يوجد في المطبخ الشامي طبق مشابه أسمه المفتول (أو المغربية)، وتصنع كرياته من البرغل والدقيق يدوياً في أوعية فخارية كبيرة، ويقدم بطريقة مشابهة للكسكس المغاربي، حيث يطهى مع الفلفل الأسود والقرنفل المجفف والبصل والحمص أو صلصة الطماطم ويقدم مع لحم الدجاج.